# Aluizio Abranches
Aluizio Abranches (Rio de Janeiro, 18 de julho de 1961) é um cineasta, roteirista e produtor brasileiro. Ficou conhecido por dirigir os longas-metragens Um Copo de Cólera (1999), As Três Marias (2002) e Do Começo ao Fim (2009). Seu filme mais recente foi a comédia Bem Casados (2015).

## Biografia e carreira
Aluizio Abranches nasceu no Rio de Janeiro. Formado em cinema pela London Film School e em economia pela Universidade Cândido Mendes, tornou-se conhecido por levar às telas de cinema projetos desafiadores, tanto em suas estratégias de realização como em suas temáticas, com equipes de prestígio e grandes atores no elenco. Seus temas mais recorrentes são a família e o amor, como um contraponto para um mundo cheio de violência, medo e intolerância.
Um Copo de Cólera é baseado na novela homônima de Raduan Nassar e protagonizado por Julia Lemmertz e Alexandre Borges. As Três Marias é uma tragédia Shakespeareana passada no sertão de Pernambuco e conta com um elenco formado por Marieta Severo, Julia Lemmertz, Wagner Moura, Lázaro Ramos, entre outros. Já Do Começo ao Fim aborda o amor incondicional entre dois irmãos e é o terceiro filme da parceria entre Aluizio e Lemmertz, além de contar com Fábio Assunção, Rafael Cardoso e João Gabriel Vasconcellos no elenco. Em Bem Casados, o diretor retoma a parceria com Alexandre Borges, que protagoniza a comédia com Camila Morgado.

## Filmografia
- 1989 - A Porta Aberta (curta-metragem)
- 1999 - Um Copo de Cólera
- 2002 - As Três Marias
- 2009 - Do Começo ao Fim
- 2015 - Bem Casados